# ФК «Сокол» Саратов в сезоне 2002
Сезон 2002 года стал для ФК «Сокол» 11-м в его истории выступлений в чемпионате России по футболу.

## Команда 2002

### Состав команды
- Список игроков, основного состава футбольного клуба «Сокол» Саратов в сезоне 2002 года[1][2][3].

| №             | Игрок                 | Гражданство          | Дата рождения    | Игры (Ч) | Голы (Ч) | Игры (К) | Голы (К) |
| Вратари       | Вратари               | Вратари              | Вратари          | Вратари  | Вратари  | Вратари  | Вратари  |
| ------------- | --------------------- | -------------------- | ---------------- | -------- | -------- | -------- | -------- |
| 1             | Евгений Плотников     | Россия               | 6 сентября 1972  | 8        | −10      | 2        | —        |
| 33            | Андрей Сметанин       | Россия               | 21 июня 1969     | 4        | −5       | 1        | —2       |
| 50            | Платон Захарчук       | Россия               | 10 сентября 1972 | 18       | −30      | —        | —        |
| Защитники     |                       |                      |                  |          |          |          |          |
| 2             | Александр Черкес      | Россия               | 2 сентября 1976  | 27       | 1        | 2        | —        |
| 3             | Дмитрий Бугаков       | Россия               | 19 июня 1979     | 25       | 0        | 1        | —        |
| 6             | Олег Мусин            | Казахстан            | 12 января 1975   | 14       | 0        | 1        | —        |
| 8             | Владимир Федотов      | Россия               | 12 августа 1966  | 4        | 0        | 1        | —        |
| 14            | Вадим Гарин           | Россия               | 14 декабря 1979  | 17       | 0        | 2        | —        |
| 22            | Артём Челядинский     | Беларусь             | 29 декабря 1977  | 14       | 1        | 2        | —        |
| 25            | Александр Храпковский | Беларусь             | 12 марта 1975    | 18       | 1        | 2        | —        |
| 27            | Алексей Косолапов     | Россия               | 17 марта 1971    | 6        | 0        | 1        | —        |
| Полузащитники |                       |                      |                  |          |          |          |          |
| 4             | Юрий Бавыкин          | Россия               | 31 марта 1973    | 19       | 0        | —        | —        |
| 5             | Александр Жидков      | Россия               | 9 апреля 1966    | 12       | 0        | 3        | —        |
| 9             | Олег Веретенников     | Россия               | 5 января 1970    | 12       | 0        | —        | —        |
| 10            | Виталий Самойлов      | Украина              | 1 марта 1975     | 23       | 2        | 1        | —        |
| 13            | Руслан Балтиев        | Казахстан            | 16 сентября 1978 | 27       | 5        | 2        | —        |
| 15            | Алан Сакиев           | Россия               | 2 августа 1981   | 18       | 3        | 2        | —        |
| 17            | Геннадий Орбу         | Украина              | 23 июля 1970     | 11       | 0        | 1        | —        |
| 20            | Магомед Адиев         | Россия               | 30 июня 1977     | 14       | 1        | 1        | 1        |
| 21            | Сергей Епуряну        | Молдова              | 12 сентября 1976 | 11       | 0        | 1        | —        |
| 23            | Сенад Репух           | Босния и Герцеговина | 18 ноября 1972   | 7        | 0        | 2        | —        |
| 26            | Виталий Володенков    | Беларусь             | 25 апреля 1976   | 14       | 2        | —        | —        |
| 42            | Владислав Дуюн        | Украина              | 9 мая 1977       | 12       | 0        | 2        | 1        |
| 55            | Вячеслав Запояска     | Украина              | 24 августа 1980  | 8        | 0        | 2        | —        |
| Нападающие    |                       |                      |                  |          |          |          |          |
| 7             | Михаил Никитин        | Россия               | 26 ноября 1971   | 10       | 0        | 1        | —        |
| 11            | Андрей Федьков        | Россия               | 4 июля 1971      | 30       | 6        | 3        | 1        |
| 12            | Леонид Маркевич       | Россия               | 15 августа 1973  | 8        | 0        | 1        | —        |
| 18            | Евгений Тарасов       | Казахстан            | 25 марта 1979    | 4        | 0        | —        | —        |
| 36            | Пётр Качуро           | Беларусь             | 2 августа 1972   | 13       | 2        | 2        | —        |

## Чемпионат России 2002
Основная статья: Чемпионат России по футболу 2002

### Результаты матчей
| 9 марта 2002 1-й тур | Торпедо    | 1:0 (1:0)   | Сокол | Москва                                                                |
| 17:00 | Семшов 18′ | [ 4 ] [ 5 ] |       | Стадион: «Лужники» (0 °) Зрителей: 2500 Судья: Н.Иванов (С.Петербург) |
| Торпедо: Воробьёв, Махмутов, Лухвич, Черевченко, Малай, Саркисян (Саджая, 76), Леонченко (к), Семшов (Йолович, 88), Кормильцев (Оганян, 72), Зырянов, Ширко Сокол: Сметанин, Черкес, Бугаков, Косолапов, Федотов (Самойлов, 46), Балтиев, Бавыкин, Жидков (Епуряну, 69), Веретенников (к), Федьков, Никитин (Орбу, 55) |            |             |       |                                                                       |

| 13 марта 2002 2-й тур | Сокол | 0:1 (0:1)   | ЦСКА      | Саратов                                                                         |
| 19:00 |       | [ 6 ] [ 7 ] | 45′ Попов | Стадион: «Локомотив» (+11 °) Зрителей: 15 000 Судья: Юрий Чеботарёв (Краснодар) |
| Сокол: Плотников, Черкес, Бугаков, Косолапов, Самойлов, Мусин, Орбу, Балтиев, Веретенников (к), Епуряну (Никитин, 63), Федьков ЦСКА: Мандрыкин, Шемберас, Даев, Евсиков, Гусев, Лайзанс, Яновский (к), Рахимич, Гогниев, Кириченко (Трипутень, 83), Попов (Соломатин, 65) |       |             |           |                                                                                 |

| 17 марта 2002 3-й тур | Ротор                        | 2:1 (1:1)   | Сокол       | Волгоград                                                                             |
| 16:00 | Павлюченко 45′ · Алдонин 56′ | [ 8 ] [ 9 ] | 30′ Балтиев | Стадион: «Центральный стадион» (+8 °) Зрителей: 18 000 Судья: Михаил Ходырев (Москва) |
| Ротор: Чичкин, Алдонин, Радкевич, Романов, Рашевский, Борзенков, Смирнов, Трифонов, Павлюченко (Зубко, 78), Есипов (к), Бондаренко (Зернов, 46) Сокол: Сметанин, Черкес, Бугаков, Косолапов, Мусин (Репух, 43), Орбу, Маркевич (Никитин, 67), Федотов (Епуряну, 81), Веретенников (к), Балтиев, Федьков |                              |             |             |                                                                                       |

| 23 марта 2002 4-й тур | Сокол      | 1:0 (0:0)     | Анжи | Саратов                                                                  |
| 19:00 | Черкес 55′ | [ 10 ] [ 11 ] |      | Стадион: «Локомотив» (+5 °) Зрителей: 14 000 Судья: Веселовский (Москва) |
| Сокол: Сметанин, Черкес, Бугаков, Жидков, Мусин, Веретенников (к) (Епуряну, 57), Балтиев, Орбу, Репух, Маркевич, Федьков (Никитин, 9) (Федотов, 65) Анжи: Армишев, Акаев, Глоговац, Дмитриев, Прудиус, Мжаванадзе, Будунов (к), Баматов (Рамазанов, 88), Савельев (Алексеев, 67), Ирисметов, Адиев |            |               |      |                                                                          |

| 30 марта 2002 5-й тур | Локомотив                | 2:0 (0:0)     | Сокол | Москва                                                                      |
| 16:00 | Обиора 58′ · Сирхаев 87′ | [ 12 ] [ 13 ] |       | Стадион: «Динамо» (+9 °) Зрителей: 4500 Судья: Алексей Тюмин (Новочеркасск) |
| Локомотив: Овчинников, Обрадович (Лекхето, 46), Нижегородов, Игнашевич, Сенников, Дроздов, Лоськов (к), Сирхаев, Измайлов, Деметрадзе (Обиора, 46), Пименов (Евсеев, 68) Сокол: Сметанин, Черкес, Жидков (к), Бугаков (Маркевич, 70), Мусин, Репух, Косолапов (Епуряну, 64), Балтиев, Бавыкин (Веретенников, 64), Орбу, Федьков |                          |               |       |                                                                             |

| 7 апреля 2002 6-й тур | Сокол | 0:0           | Крылья Советов | Саратов                                                                          |
| 19:00 |       | [ 14 ] [ 15 ] |                | Стадион: «Локомотив» (+7 °) Зрителей: 13 200 Судья: Станислав Сухина (Малаховка) |
| Сокол: Плотников, Черкес, Бугаков, Мусин, Косолапов (Жидков, 28), Федотов (Самойлов, 28), Епуряну (Оpбу, 87), Балтиев, Веретенников (к), Маркевич, Федьков Крылья Советов: Поляков, Бараса, Бушманов, Рашович, Овие, Бобёр, Радимов (к) (Булатов, 66), Ковба, Каряка, Пошкус, Гаушу (Виноградов, 71) |       |               |                |                                                                                  |

| 13 апреля 2002 7-й тур | Шинник                          | 2:1 (0:0)     | Сокол       | Ярославль                                                                    |
| 15:00 | Хомуха 50′ (пен.) · Верещак 88′ | [ 16 ] [ 17 ] | 85′ Федьков | Стадион: "Шинник". 14 °) Зрителей: 18 000 Судья: Александр Колобаев (Москва) |
| Шинник: Корнюхин (к), Фузайлов, Новгородов, Кульчий, Васильев, Дубинский, Гришин, Хомуха (Клюев, 73), Скоков (Верещак, 82), Бычков (Енин, 90), Герасименко Сокол: Плотников, Черкес, Бугаков, Бавыкин (Гарин, 75), Жидков, Мусин, Самойлов (Епуряну, 54), Балтиев, Веретенников (к), Маркевич (Орбу, 54), Федьков |                                 |               |             |                                                                              |

| 20 апреля 2002 8-й тур | Сокол       | 1:2 (0:0)     | Ростсельмаш                 | Саратов                                                                             |
| 19:00 | Федьков 49′ | [ 18 ] [ 19 ] | 70′ Шмарко · 76′ Баба Адаму | Стадион: «Локомотив» (+10 °) Зрителей: 12 000 Судья: Александр Евстигнеев (Королёв) |
| Сокол: Плотников, Черкес, Бугаков, Бавыкин (Никитин, 73), Жидков, Мусин, Веретенников (к), Федьков, Маркевич (Орбу, 58), Балтиев, Гарин Ростсельмаш: Близнюк (Тумилович, 28), Куприянов, Шмарко (к), Лущан, Осинов, Акопянц, Микитин, Деменко, Баба Адаму, Карпович, Ширшов (Злыднев, 62) |             |               |                             |                                                                                     |

| 28 апреля 2002 9-й тур | Сокол | 0:0 (0:0)     | Торпедо-ЗИЛ | Саратов                                                                            |
| 19:00 |       | [ 20 ] [ 21 ] |             | Стадион: «Локомотив» (+17 °) Зрителей: 7700 Судья: Юрий Ключников (Ростов-на-Дону) |
| Сокол: Новосадов, Кузнецов, Ризвич, Д. Н. Смирнов, Шустиков (к), Микалаюнас, Шерстнёв (Д. А. Смирнов, 46), Леонов, Куличенко (Лакич, 90+5), Александр Куртиян (Камнев, 46), Ковалёв Торпедо-ЗИЛ: Плотников, Черкес, Бавыкин, Жидков, Мусин, Никитин (Федьков, 63), Веретенников (к) (Маркевич, 60), Самойлов, Балтиев, Орбу (Сакиев, 71), Епуряну |       |               |             |                                                                                    |

| 4 мая 2002 10-й тур | Зенит                      | 2:0 (1:0)     | Сокол | Санкт-Петербург                           |
| 16:00 | Цветков 29′ · Кержаков 69′ | [ 22 ] [ 23 ] |       | Зрителей: 21 500 Судья: Мартынов (Москва) |
| Зенит: Малафеев, Горовой, Цветков, Овсепян, Лепёхин, Катульский (Коноплёв, 59), Игонин (к), Филатов, Аршавин, Астафьев, Кержаков Сокол: Плотников, Черкес, Бугаков, Бавыкин, Косолапов, Мусин, Никитин (Федьков, 46), Балтиев, Веретенников (к) (Епуряну, 46), Самойлов, Орбу (Репух, 72) |                            |               |       |                                           |

| 8 мая 2002 11-й тур | Сокол | 0:1 (0:1)     | Динамо    | Саратов                                                                         |
| 19:00 |       | [ 24 ] [ 25 ] | 43′ Панов | Стадион: «Локомотив» (+15 °) Зрителей: 9000 Судья: Алексей Тюмин (Новочеркасск) |
| Сокол: Плотников, Черкес, Гарин, Мусин, Самойлов, Епуряну (Сакиев, 67), Бавыкин, Веретенников (к), Орбу (Маркевич, 72), Никитин (Бугаков, 46), Федьков Динамо: Березовский, Хиски, Брабец, Коваленко (Харлачёв, 57), Чеснаускис, Точилин (к), Дятель, Короман (Шкабара, 86), Хорняк, Хазов (Булыкин, 61), Панов |       |               |           |                                                                                 |

| 13 мая 2002 12-й тур | Спартак                  | 2:1 (1:1)     | Сокол        | Москва |
| 19:00 | Титов 42′ · Парфёнов 57′ | [ 26 ] [ 27 ] | 24′ Самойлов | Стадион: «Стадион «Торпедо» имени Эдуарда Стрельцова» (+15 °) Зрителей: 7500 Судья: Тарас Безубяк (Санкт-Петербург) |
| Спартак: Левицкий, Парфёнов, Ананко, Кебе, Мойзес, Немов (Кудряшов, 41), Баранов, Титов (к), Цихмейструк, Сычёв, Бесчастных Сокол: Плотников, Черкес, Гарин, Бугаков, Бавыкин (Жидков, 44), Сакиев (Никитин, 63), Балтиев, Веретенников (к), Репух, Самойлов, Федьков (Епуряну, 30) |                          |               |              | |

| 2 июля 2002 13-й тур | Сокол | 0:0           | Сату-REN TV | Саратов                                                                 |
| 19:00 |       | [ 28 ] [ 29 ] |             | Стадион: «Локомотив» (+28 °) Зрителей: 7700 Судья: Иванов (С.Петербург) |
| Сокол: Захарчук (к), Черкес (Мусин, 77), Гарин, Бавыкин, Челядинский, Репух, Храпковский, Качуро (Никитин, 60), Балтиев, Самойлов (Бугаков, 67), Федьков (к) Сату-REN TV: Дамьянац, Кураев (к), Ребежа, Мелёшин, Сосновский, Микадзе, Ляпкин (Йович, 64), Горшков, Муратович, Рогачёв (Медведев, 89), Мовсесьян (Принс Амоако, 46) |       |               |             |                                                                         |

| 9 июля 2002 14-й тур | Уралан       | 1:1 (0:0)     | Сокол       | Элиста                                                              |
| 19:00 | Ловчев 90+1′ | [ 30 ] [ 31 ] | 52′ Федьков | Стадион: "Уралан". 39 °) Зрителей: 6500 Судья: Веселовский (Москва) |
| Уралан: Филимонов, Боков, Чугайнов (к), Филиппов, Геращенко (Соловьёв, 46), Колодин, Р. Аджинджал, Гашкин (Дзамихов, 70), Семочко, Ловчев, Аваков (Циклаури, 46) Сокол: Захарчук, Черкес, Бугаков, Бавыкин, Гарин, Балтиев (Сакиев, 70), Челядинский, Храпковский, Качуро, Дуюн (Жидков, 63), Федьков (к) (Самойлов, 78) |              |               |             |                                                                     |

| 16 июля 2002 15-й тур | Сокол       | 1:1 (0:1)     | Алания               | Саратов                                                                     |
| 19:00 | Федьков 60′ | [ 32 ] [ 33 ] | 14′ (пен.)Деметрадзе | Стадион: «Локомотив» (+27 °) Зрителей: 12 000 Судья: Лапочкин (С.Петербург) |
| Сокол: Захарчук, Черкес, Бугаков (Сакиев, 57), Бавыкин (Самойлов, 72), Гарин, Балтиев, Челядинский, Храпковский, Володенков (Репух, 85), Качуро, Федьков (к) Алания: Габулов, Пагаев, Агаев, Свидерский, Кусов (Паулу Эмилиу, 52), Тетрадзе (к), Г. Базаев (Битаров, 61), Бестаев (Тарловский, 85), Д. Базаев, Деметрадзе, Ашветия |             |               |                      |                                                                             |

| 23 июля 2002 16-й тур | Сатурн-REN TV                 | 2:1 (1:0)     | Сокол      | Раменское                                                              |
| 19:00 | Мелешин 22′ · Мовсесьян 90+2′ | [ 34 ] [ 35 ] | 46′ Качуро | Стадион: «Сатурн» (+33 °) Зрителей: 10 000 Судья: Сергей Зуев (Москва) |
| Сатурн-REN TV: Помазун, Кураев (к), Микадзе, Ребежа, Ляпкин (Джяукштас, 69), Йолдич (Йович, 58), Горшков, Принс Амоако, Мелёшин, Медведев (Коваленко, 69), Мовсесьян Сокол: Захарчук, Челядинский, Гарин, Храпковский, Черкес, Балтиев, Дуюн (Сакиев, 61), Бавыкин (Адиев, 46), Володенков, Качуро, Федьков (к) (Самойлов, 83) |                               |               |            |                                                                        |

| 29 июля 2002 17-й тур | Сокол                        | 2:0 (2:0)     | Уралан | Саратов                                                              |
| 19:00 | Храпковский 12′ · Качуро 40′ | [ 36 ] [ 37 ] |        | Стадион: «Локомотив» (+34 °) Зрителей: 11 400 Судья: Иванов (Москва) |
| Сокол: Захарчук, Бугаков, Балтиев, Гарин, Адиев (Бавыкин, 58), Челядинский, Храпковский, Володенков, Качуро, Федьков (к) (Тарасов, 88), Дуюн (Сакиев, 34) Уралан: Филимонов, Чугайнов, Казаков (к), Кузьмин, Боков, Р. Аджинджал (Соловьёв, 27), Оспешинский, Гашкин (Дзамихов, 44), Семочко, Циклаури (Ловчев, 17), Вязьмикин |                              |               |        |                                                                      |

| 3 августа 2002 18-й тур | Алания                                   | 3:2 (2:0)     | Сокол                    | Владикавказ                                                                                            |
| 19:00 | Деметрадзе 18′ · Кусов 23′ · Ашветия 68′ | [ 38 ] [ 39 ] | 58′ Балтиев · 59′ Сакиев | Стадион: Республиканский стадион «Спартак» (+26 °) Зрителей: 20 000 Судья: Александр Колобаев (Москва) |
| Алания: Габулов, Пагаев, Агаев, Свидерский, Бестаев (Битаров, 79), Тетрадзе (к), Кусов (Тарловский, 72), Г. Базаев, Паулу Эмилиу, Деметрадзе, Ашветия (Д. Базаев, 83) Сокол: Захарчук, Черкес, Гарин (Бугаков, 24), Бавыкин, Балтиев, Адиев (Сакиев, 54), Челядинский, Храпковский, Володенков, Федьков (к), Качуро (Тарасов, |                                          |               |                          | |

| 11 августа 2002 19-й тур | Сокол                    | 2:2 (2:0)     | Спартак                     | Саратов                                                                             |
| 19:00 | Сакиев 23′ · Балтиев 33′ | [ 40 ] [ 41 ] | 66′ Мойзес · 89′ Бесчастных | Стадион: «Локомотив» (+28 °) Зрителей: 15 000 Судья: Александр Евстигнеев (Королёв) |
| Сокол: Захарчук, Храпковский, Челядинский, Бугаков, Мусин, Адиев (Бавыкин, 84), Балтиев, Сакиев (Тарасов, 68), Володенков, Самойлов, Федьков (к) Спартак: Левицкий (Черчесов, 46), Мойзес, Митрески (Абрамидзе, 61), Ковтун, Ананко, Баранов, Кебе, Кудряшов, Марсело Силва (Данишевский, 46), Сычёв, Бесчастных (к) |                          |               |                             |                                                                                     |

| 18 августа 2002 20-й тур | Торпедо-ЗИЛ                              | 2:0 (1:0)     | Сокол | Москва |
| 17:00 | Д. А. Смирнов 34′ · Корнаухов 55′ (пен.) | [ 42 ] [ 43 ] |       | Стадион: «Стадион «Торпедо» имени Эдуарда Стрельцова» (+16 градусов Зрителей: 4000 Судья: Станислав Сухина (Малаховка) |
| Торпедо-ЗИЛ: Новосадов, Бородкин, Шустиков (к), Ковалёв, Леонов (Никитин, 87), Ризвич, Цаплин, Д. А. Смирнов, Корнаухов, Бакаев (Белецкий, 63), Пиюк (Шерстнёв, 90+1) Сокол: Захарчук, Бугаков, Храпковский, Челядинский, Мусин, Самойлов, Жидков (Дуюн, 47), Балтиев, Володенков (Запояска, 57), Федьков (к), Сакиев (Бавыкин, 49) |                                          |               |       | |

| 24 августа 2002 21-й тур | Сокол                       | 2:2 (2:1)     | Зенит                           | Саратов                                                            |
| 16:00 | Федьков 4′ · Володенков 28′ | [ 44 ] [ 45 ] | 43′ (пен.) Спивак · 81′ Мицейка | Стадион: «Локомотив» (+15 °) Зрителей: 9500 Судья: Иванов (Москва) |
| Сокол: Захарчук, Черкес, Челядинский, Храпковский, Дуюн (Сакиев, 83), Мусин, Балтиев, Адиев (Качуро, 86), Володенков, Самойлов, Федьков (к) Зенит: С. Иванов, Овсепян, Цветков, Кирицэ, Коноплёв (Филатов, 71), Мицейка, Горовой, Спивак (к), Осипов, Аршавин, Макаров (Огородник, 33) (Быстров, 81) |                             |               |                                 |                                                                    |

| 31 августа 2002 22-й тур | Динамо                    | 2:1 (0:0)     | Сокол          | Москва                                                          |
| 17:00 | Булыкин 74′ · Короман 85′ | [ 46 ] [ 47 ] | 90′ Володенков | Стадион: «Динамо» (+26 °) Зрителей: 5000 Судья: Власов (Калуга) |
| Динамо: Березовский, Жутаутас, Брабец, Коваленко, Чеснаускис, Точилин (к), Дятель (Вукоманович, 54), Короман, Харлачёв, Хазов (Булыкин, 61), Панов (Тьяв, 67) Сокол: Захарчук (к), Бугаков, Дуюн, Храпковский (Самойлов, 83), Черкес, Балтиев, Бавыкин (Сакиев, 62), Адиев (Гарин, 32), Володенков, Федьков, Качуро |                           |               |                |                                                                 |

| 11 сентября 2002 23-й тур | Анжи | 0:1 (0:0)     | Сокол      | Махачкала                                                                 |
| 17:00 |      | [ 48 ] [ 49 ] | 88′ Сакиев | Стадион: «Динамо» (+26 °) Зрителей: 13 100 Судья: Михаил Ходырев (Москва) |
| Анжи: Армишев, Станчу, Стойкович, Бабич, Агаларов, Мжаванадзе, Будунов (к), Виллер (Куффур, 72), Рамазанов, Митрофанов (Хошич, 80), Величка (Прудиус, 62) Сокол: Захарчук, Черкес, Бугаков, Челядинский, Храпковский, Володенков (Запояска, 78), Балтиев, Дуюн, Адиев, Самойлов (Сакиев, 59), Федьков (к) (Качуро, 58) |      |               |            |                                                                           |

| 21 сентября 2002 24-й тур | Сокол | 0:4 (0:0)     | Торпедо                                          | Саратов                                                                  |
| 19:00 |       | [ 50 ] [ 51 ] | 49′ Будылин · 53′ 86′ Ширко · 83′ (авт.) Бугаков | Стадион: «Локомотив» (+17 °) Зрителей: 11 000 Судья: Фурса (С.Петербург) |
| Сокол: Захарчук, Черкес, Бугаков, Дуюн, Храпковский, Володенков, Балтиев, Адиев, Запояска, Качуро (Сакиев, 58) (Тарасов, 76), Федьков (к) Торпедо: Воробьёв, Йолович, Кормильцев (Болихов, 83), Лухвич, Ширко, Махмутов, Леонченко (к), Волков, Будылин, Лебеденко (Аристархов, 63), Горин (Кузьмичёв, 55) |       |               |                                                  |                                                                          |

| 28 сентября 2002 25-й тур | ЦСКА              | 3:0 (1:0)     | Сокол | Москва |
| 16:00 | Попов 38′ 67′ 76′ | [ 52 ] [ 53 ] |       | Стадион: «Стадион «Торпедо» имени Эдуарда Стрельцова» (+6 °) Зрителей: 3000 Судья: Александр Гвардис (Калининград) |
| ЦСКА: Нигматуллин, Шемберас, Шершун, А. Березуцкий, Гусев, Рахимич, Яновский, Семак (к), Соломатин, Кириченко (Монарёв, 80), Попов (Евсиков, 90+2) Сокол: Захарчук, Черкес, Гарин, Храпковский, Запояска, Дуюн, Самойлов, Качуро, Бавыкин (Адиев, 76), Володенков, Федьков (к) |                   |               |       | |

| 6 октября 2002 26-й тур | Сокол                                    | 3:1 (2:1)     | Ротор          | Саратов                                                            |
| 16:00 | Балтиев 37′ · Самойлов 40′ · Федьков 71′ | [ 54 ] [ 55 ] | 42′ Павлюченко | Стадион: «Локомотив» (+9 °) Зрителей: 5000 Судья: Шавейко (Москва) |
| Сокол: Захарчук, Черкес, Бугаков, Самойлов, Федьков (к) (Бавыкин, 90), Балтиев, Гарин, Сакиев (Запояска, 46), Храпковский, Качуро (Адиев, 46), Дуюн Ротор: Чичкин, Алдонин, Олеников, Борзенков, Смирнов, Павлюченко (Бондаренко, 68), Есипов (к), Зубко (Мысин, 72), Гайдуков, Радкевич, Котовенко (Рашевский, 65) |                                          |               |                |                                                                    |

| 26 октября 2002 27-й тур | Крылья Советов | 0:1 (0:1)     | Сокол     | Самара                                                                      |
| 17:00 |                | [ 56 ] [ 57 ] | 23′ Адиев | Стадион: «Металлург» (+8 °) Зрителей: 13 000 Судья: Михаил Ходырев (Москва) |
| Крылья Советов: Поляков, Лильо, Овие, Бушманов, Дохоян, Бобёр (Уди, 63), Радимов (к) (Булатов, 72), Ковба, Тихонов, Пошкус, Гаушу Сокол: Захарчук, Гарин, Черкес, Челядинский, Дуюн, Балтиев, Запояска (Бугаков, 90+4), Адиев (Володенков, 81), Храпковский, Самойлов, Федьков (к) (Сакиев, 85) |                |               |           |                                                                             |

| 2 ноября 2002 28-й тур | Сокол | 0:3 (0:1)     | Локомотив                    | Саратов                                                                      |
| 16:00 |       | [ 58 ] [ 59 ] | 45′ 67′ Евсеев · 54′ Лекхето | Стадион: «Локомотив» Зрителей: 12 000 Судья: Тарас Безубяк (Санкт-Петербург) |
| Сокол: Захарчук, Черкес, Самойлов, Федьков (к) (Сакиев, 54), Балтиев, Гарин, Адиев, Челядинский, Храпковский, Дуюн, Запояска (Володенков, 37) Локомотив: Овчинников, Нижегородов, Лекхето, Игнашевич, Маминов, Лоськов (к) (Вучичевич, 82), Пашинин, Бузникин, Евсеев (Обрадович, 78), Сенников, Пименов (Жулио Сезар, 69) |       |               |                              |                                                                              |

| 10 ноября 2002 29-й тур | Ростсельмаш | 1:1 (0:1)     | Сокол           | Ростов-на-Дону                                                                     |
| 17:00 | Маслов 70′  | [ 60 ] [ 61 ] | 27′ Челядинский | Стадион: «Олимп XXI век» (+10 °) Зрителей: 8000 Судья: Александр Колобаев (Москва) |
| Ростсельмаш: Близнюк (к), Даценко, Бут, Куприянов, Ширшов, Кампамба, Карпович, Микитин (Фоменко, 46), Осинов, Акопянц (Крушчич, 63), Маслов Сокол: Захарчук, Храпковский, Гарин, Челядинский, Самойлов, Бугаков, Черкес, Качуро, Жидков, Адиев, Федьков (к), Маслов |             |               |                 |                                                                                    |

| 17 ноября 2002 30-й тур | Сокол       | 1:3 (0:2)     | Шинник                                    | Саратов                                                                   |
| 16:00 | Балтиев 57′ | [ 62 ] [ 63 ] | 24′ Берко · 39′ Кечинов · 82′ Герасименко | Стадион: «Локомотив» (+13 °) Зрителей: 10 500 Судья: Веселовский (Москва) |
| Сокол: Захарчук, Черкес, Бугаков, Жидков (Володенков, 55), Самойлов (Запояска, 56), Федьков (к), Балтиев, Гарин, Адиев (Сакиев, 51), Челядинский, Храпковский Шинник: Сафонов, Фузайлов, Кульчий (к), Жиров, Васильев, Дубинский, Клюев, Гришин, Берко (Герасименко, 57), Шевчук (Скоков, 89), Кечинов (Хомуха, 73) |             |               |                                           |                                                                           |

### Турнирная таблица
| М  | Команда        | И  | В  | Н  | П  | Мячи    | ±   | О  | Примечания                                        |
| -- | -------------- | -- | -- | -- | -- | ------- | --- | -- | ------------------------------------------------- |
| 1  | Локомотив      | 30 | 19 | 9  | 2  | 46 − 14 | +32 | 66 | 3-й квалификационный раунд Лиги чемпионов 2003/04 |
| 2  | ЦСКА           | 30 | 21 | 3  | 6  | 60 − 26 | +34 | 66 | 2-й квалификационный раунд Лиги чемпионов 2003/04 |
| 3  | Спартак        | 30 | 16 | 7  | 7  | 49 − 36 | +13 | 55 | Первый раунд Кубка УЕФА 2003/04                   |
| 4  | Торпедо        | 30 | 14 | 8  | 8  | 47 − 32 | +15 | 50 | Предварительный раунд Кубка УЕФА 2003/04          |
| 5  | Крылья Советов | 30 | 15 | 4  | 11 | 39 − 32 | +7  | 49 |                                                   |
| 6  | Сатурн-REN TV  | 30 | 13 | 8  | 9  | 41 − 37 | +4  | 47 |                                                   |
| 7  | Шинник         | 30 | 13 | 8  | 9  | 42 − 37 | +5  | 47 |                                                   |
| 8  | Динамо         | 30 | 12 | 6  | 12 | 38 − 33 | +5  | 42 |                                                   |
| 9  | Ротор          | 30 | 11 | 5  | 14 | 27 − 34 | −7  | 38 |                                                   |
| 10 | Зенит          | 30 | 8  | 9  | 13 | 36 − 42 | −6  | 33 |                                                   |
| 11 | Ростсельмаш    | 30 | 7  | 10 | 13 | 29 − 49 | −20 | 31 |                                                   |
| 12 | Алания         | 30 | 8  | 6  | 16 | 31 − 42 | −11 | 30 |                                                   |
| 13 | Уралан         | 30 | 6  | 11 | 13 | 32 − 42 | −10 | 29 |                                                   |
| 14 | Торпедо-ЗИЛ    | 30 | 6  | 10 | 14 | 20 − 39 | −19 | 28 |                                                   |
| 15 | Анжи           | 30 | 5  | 10 | 15 | 22 − 43 | −21 | 25 | Вылет в Первый дивизион 2003                      |
| 16 | Сокол          | 30 | 5  | 8  | 17 | 24 − 45 | −21 | 23 | Вылет в Первый дивизион 2003                      |

И — игры, В — выигрыши, Н — ничьи, П — проигрыши, Мячи — забитые и пропущенные голы, ± — разница голов, О — очки

## Кубок России

### 1/4 финала
| 3 апр. 2002 1/4-финала | Сокол                    | 1:2 (0:1) | Амкар Пермь                          | Саратов                                                                 |
| 20:00 | Федьков, 83 - с пенальти | [ 64 ]    | Парамонов (Шутов), 3 Ахметгалиев, 87 | Стадион: "Локомотив". 8 градусов Зрителей: 8500 Судья: Шавейко (Москва) |
| Сокол: Сметанин - 5,0. Черкес - 5,0. Косолапов - 5,0. Балтиев - 5,0. Жидков - 5,0 (Репух, 78 - 5,0). Мусин - 5,0 (Никитин, 21 - 5,5). Орбу - 6,0. Федотов - 5,5. Маркевич - 6,0. Епуряну - 5,0. ФЕДЬКОВ - 6,0 Амкар Пермь: Степанов - 6,0. Павлюкович - 5,5. Хузин - 5,5. Попов - 5,0. Шутов - 6,0 (Савочкин, 90+2 - б/о). Бахтин - 5,5 (Фоменко, 80 - б/о). Филиппов - 6,0. Парамонов - 6,0 (Хайрулин, 89 - б/о). АХМЕТГАЛИЕВ - 6,5. Ярков - 5,5. Нечаев - 5,5 |                          |           |                                      |                                                                         |